# Ali Babà e i 40 ladroni (film 1971)
Ali Babà e i 40 ladroni (アリババと40匹の盗賊?, Ari-Baba to yonjuppiki no tozoku) è un film d'animazione del 1971 diretto da Hiroshi Shidara.
Il film, pubblicato dalla Toei Animation, vide la partecipazione alla produzione anche di Hayao Miyazaki. I protagonisti di questo mediometraggio sono i discendenti dei personaggi della famosissima fiaba Alì Babà e i quaranta ladroni. Il film è edito in molti paesi d'Europa tra cui l'Italia.

## Trama

Alì Babà XXXIII

Il sovrano Alì Babà XXXIII, discendente di Alì Babà I, ha ormai scialacquato quasi tutto il tesoro del suo antenato. Un giorno, trova una lampada magica dalla quale fuoriesce un grosso mostro rosa che si autodefinisce "genio della lampada". Il genio promette al re di realizzare ogni suo desiderio. Il genio, però, è ailurofobo e ogni volta che vede un gatto perde i suoi poteri. Così, Alì Babà XXXIII decide di cacciare tutti i gatti dal suo regno ma a questa decisione si opporrà Aluk, discendente del capo dei quaranta ladroni, che con l'aiuto di 38 gatti e un topo cercherà di vendicare il suo antenato e di usurpare il trono al re Alì Babà.